# Birmingham City F.C.
Birmingham City Football Club je angleški profesionalni nogometni klub iz Birminghama v Angliji. Ustanovljen je bil leta 1875 kot Small Heath Alliance, nato so leta 1888 postali Small Heath in nato leta 1905 Birmingham, dokler niso leta 1943 uradno postali Birmingham City.